# Chiho Kanzaki
Chiho Kanzaki (神崎 千帆, Kanzaki Chiho) née en 1979 est une chef cuisinière japonaise formée à la gastronomie française.
Le restaurant Virtus dont elle est chef, avec le pâtissier Marcelo Di Giacomo, a obtenu une étoile au Guide Michelin en janvier 2019. Cela fait d'elle une des rares femmes chefs étoilées en France.

## Parcours
Fille de boucher, originaire de Fujisawa, elle arrive en France à l'âge de vingt ans puis, après des stages  au Lucas Carton (3 étoiles Michelin à l'époque avec Alain Senderens) à Paris et au Violon d'Ingres, elle repart apprendre le métier de chef au Japon. Elle se forme ensuite chez Manresa (2 étoiles Michelin) à San Francisco, un an chez Jean-Paul Jeunet (2 étoiles Michelin) à Arbois, puis sept ans au Mirazur, chez Mauro Colagreco (2 étoiles Michelin à l'époque) à Menton, où elle évolue de commis à chef de cuisine et où elle rencontre le cuisinier argentin Marcelo Di Giacomo.